# Dodgers de Los Angeles
 Saison 2025 des Los Angeles Dodgers
Les Dodgers de Los Angeles (Los Angeles Dodgers en anglais) sont une franchise de baseball des Ligues majeures de baseball située à Los Angeles. Ils évoluent dans la Division ouest de la Ligue nationale. La franchise est créée en 1883 à Brooklyn et déménage en Californie durant l'hiver 1957-58. Jackie Robinson, Sandy Koufax et Roy Campanella évoluèrent sous les couleurs des Dodgers.
Une fois vainqueur des Séries mondiales à Brooklyn (1955), les Dodgers remportent 7 fois le titre depuis leur arrivée à Los Angeles (1959, 1963, 1965, 1981, 1988, 2020 et 2024).
En 2020, les Dodgers sont les champions de la Ligue nationale pour la 3e fois en 4 saisons.

## Palmarès
- Champion de la Série mondiale (8): 1955, 1959, 1963, 1965, 1981, 1988, 2020, 2024.
- Champion de la Ligue nationale (25): 1890, 1899, 1900, 1916, 1920, 1941, 1947, 1949, 1952, 1953, 1955, 1956, 1959, 1963, 1965, 1966, 1974, 1977, 1978, 1981, 1988, 2017, 2018, 2020, 2024
- Titres de division (22): 1974, 1977, 1978, 1981, 1983, 1985, 1988, 1995, 2004, 2008, 2009, 2013, 2014, 2015, 2016, 2017, 2018,  2019, 2020, 2022, 2023, 2024.
- Meilleur deuxième (Wild card) : 1996.
- Champion de l'American Association (1): 1889.

## Histoire

### Dodgers de Brooklyn

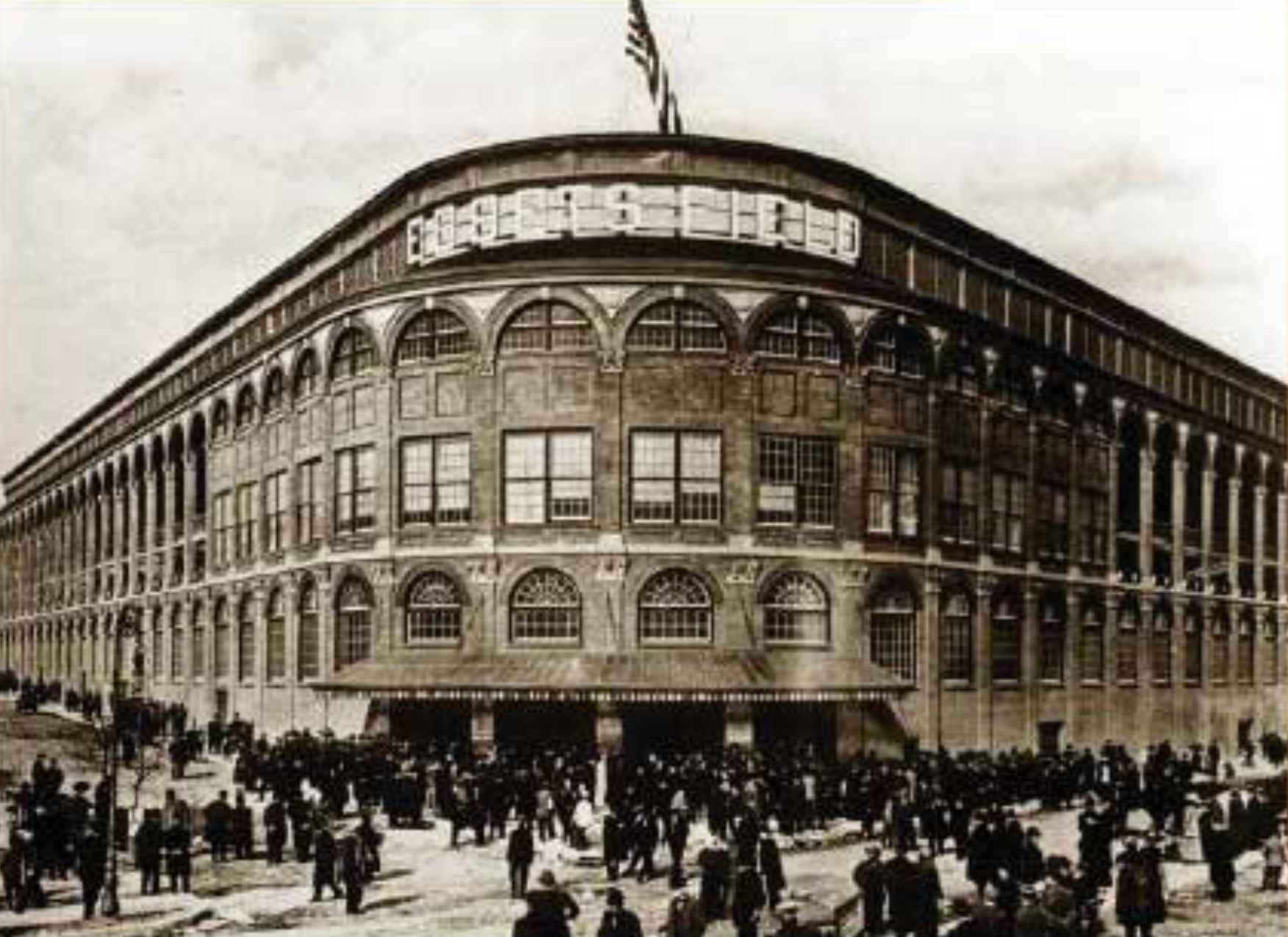
Ebbets Field (1913-1957) à Brooklyn

Fondée en 1883 en tant qu'équipe d'une ligue mineure sous le nom de Brooklyn baseball club, la franchise fut admise dans la Ligue américaine (première version) en 1884 et en 1890 dans la Ligue nationale, ligue dont elle fait toujours partie. Le club absorbe plusieurs clubs locaux entre 1888 et 1891 pour assurer sa position dominante à Brooklyn. Surnommée par la presse Bridegrooms de Brooklyn  depuis 1888, la franchise est rebaptisée Superbas de Brooklyn  en 1899 en référence au nom de son manager, Hanlon Superbras. Le surnom non officiel de Trolley Dodgers apparait lui aussi durant les années 1890 (1895). Il rend hommage aux piétons qui louvoient entre les tramways pour accéder au stade. À cette période, les rencontres se tiennent au Washington Park ou au Eastern Park.

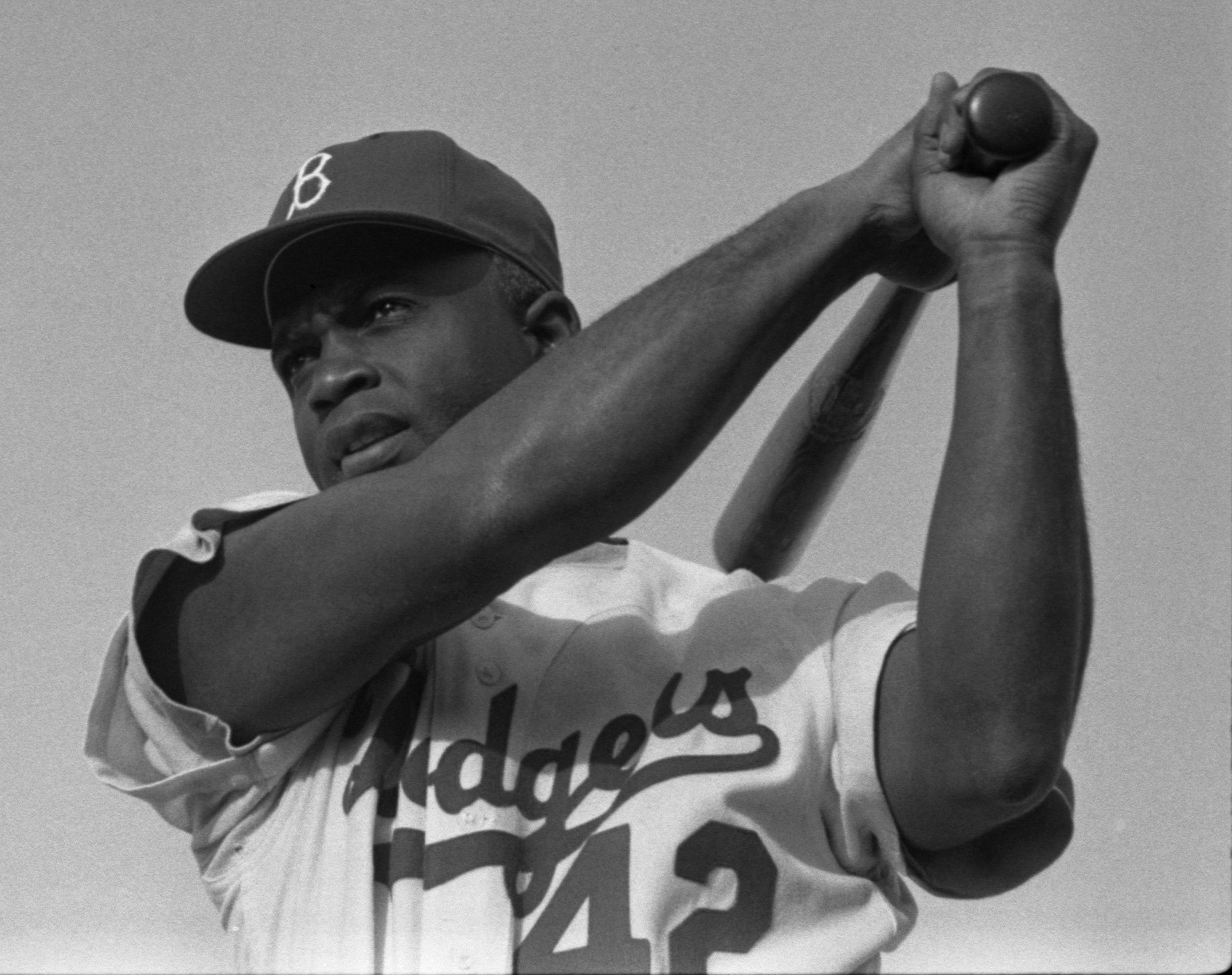
Jackie Robinson

Dès 1902, Hanlon Superbras travaille sur un transfert de la franchise à Baltimore. Charles Ebbets, propriétaire de la franchise depuis 1898, parvient à bloquer ce déménagement, et finance notamment la construction d'un nouveau stade, Ebbets Field, qui est inauguré en 1913. Ce stade sera l'antre des Dodgers jusqu'en 1957. La franchise adopte alors officiellement le nom de Dodgers de Brooklyn (1910) avant de prendre celui de Robins Brooklyn  entre 1914 et 1931. Durant cette période, toutefois, le surnom de Trolley Dodgers resta courant. Il faut attendre 1932 pour voir la franchise retrouver son nom de Dodgers de Brooklyn.
La première retransmission télévisée d'un match de ligue majeure de baseball au lieu à Ebbets Field le 26 août 1939. Il opposait les Dodgers aux Reds de Cincinnati. Les casques de batteur sont également introduits en ligue majeure à Ebbets Field (1941).
Le 15 avril 1947, Jackie Robinson joua son 1er match dans les ligues majeures sous les couleurs des Dodgers. Il devint ainsi le 1er joueur noir à évoluer dans une ligue professionnelle de baseball depuis 1887 et l'interdiction de recruter des joueurs noirs. Les afro-américains étaient confinés aux Negro Leagues, des organisations réservées aux personnes de couleur. Le manager des Dodgers fut le premier a oser briser ce tabou, et recruta Robinson.
Sportivement, la franchise connait nombre de succès en remportant les fanions du champion de la Ligue nationale 1890, 1899, 1900, 1916, 1920, 1941, 1947, 1949, 1952 et 1953, mais les Dodgers ne parvenaient pas a remporter les World Series. « Ce sera pour l'année prochaine! » (Wait ’til next year!) devient alors le slogan des supporters de Brooklyn. En 1955, les Dodgers remportent un nouveau fanion de la ligue nationale, et décrochent enfin le graal. Les journaux titrent « This is next year! » (c'est l'année prochaine!). Brooklyn est encore champion de la ligue nationale en 1956.
Et soudain, c'est la douche froide pour les fans des Dodgers. La franchise part à Los Angeles pour la saison 1958. Ce déménagement fut un véritable traumatisme pour les partisans des Dodgers, et plus généralement pour tous les Américains. Walter O'Malley était propriétaire de la franchise depuis 1950, et la Californie lui proposait un pont d'or, des installations de rêve et un considérable marché vierge. O'Malley n'y résista pas, et malgré les émeutes que provoquèrent cette affaire dans les faubourgs de New York et les propositions désespérées de la municipalité pour conserver ses Dodgers, Brooklyn fut rayé d'un trait de plume de la géographie des ligues majeures. Le dernier match des Dodgers à Ebbets Field se tint le 24 septembre 1957. Jackie Robinson ne fit pas partie du déménagement en Californie car il mit un terme à sa carrière durant l'hiver précédent. De même, Roy Campanella ne joua pas à Los Angeles, car en janvier 1958, il eut un accident d'automobile  qui le rendit quadraplégique.

### Dodgers de Los Angeles

Logo de 1958 à 2011

Le 18 avril 1958, les Dodgers effectuent leur première sortie à Los Angeles devant 78 672 spectateurs au Los Angeles Memorial Coliseum. C'est là que les Dodgers évoluent dans l'attente de la construction de leur nouveau stade, le Dodger Stadium, une enceinte de 56 000 places inaugurée en 1962.
Sous le soleil californien, les Dodgers connaissent de nombreux succès avec des victoires en Séries mondiales en 1959, 1963, 1965, 1981 et 1988.
En juin 2007, le champ centre Joris Bert est drafté par les Dodgers. C'est le premier joueur français à être repêché pour une franchise de la MLB.
Bud Selig annonce le 20 avril 2011 la mise sous tutelle financière des Dodgers. Depuis son rachat par Frank McCourt en 2004, la franchise affiche 459 millions de dollars de déficits cumulés en cinq saisons.
Le 27 mars 2012, un accord de principe est annoncé portant sur le rachat de la franchise par la société de services financiers américaine  Guggenheim Partners, mené par le financier Mark Walter (en) et incluant la légende du basketball Magic Johnson. La vente, qui doit être approuvée par la Ligue majeure de baseball et la cour des faillites de Los Angeles, s'élève 2 milliards de dollars US, ce qui en fait la transaction sportive la plus élevée de l'histoire, dépassant l'acquisition, en 2005, du club de football anglais Manchester United par Malcolm Glazer pour une valeur estimée à 1,5 milliard de dollars.
En 2013, après 3 ans sans prendre part aux play-offs, les Dodgers obtiennent leur qualification grâce à leur titre dans la division ouest de la ligue nationale. Ils remportent la série de division face aux Braves d'Atlanta (3-1) mais s'inclinent face aux Cardinals de Saint-Louis dans la série de championnat (4-2).
En 2014, les Dodgers sont à nouveau champions de la division ouest de la ligue nationale et participent aux play-off. Ils butent à nouveau sur les Cardinals de Saint-Louis dès la série de division (3-1).

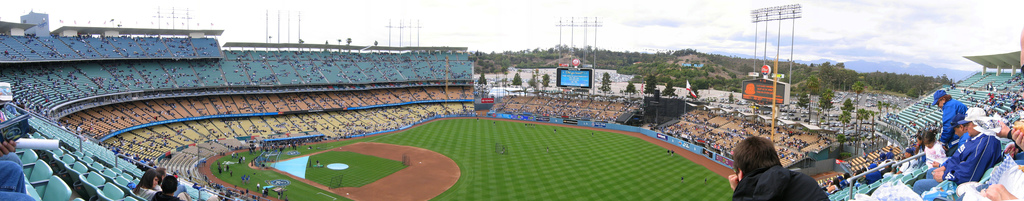
Dodger Stadium

Enfin en 2017, les Dodgers parviennent encore une fois à se hisser jusqu'au Séries mondiales en battant les Diamondbacks de l'Arizona (3-0) pour la série de la ligue nationale et les Cubs de Chicago (4-1) pour la demi-finale des Séries mondiales. Ils chutent en finale contre les Astros de Houston sur le score de (4-3).

## Rivalités

Logo des Dodgers

Les fans des Dodgers entretiennent des rivalités avec quatre formations : Giants de San Francisco, Angels de Los Angeles, Yankees de New York et Padres de San Diego.
Les rencontres entre les Dodgers et les Angels sont surnommées Freeway Series.
C'est l'opposition Giants-Dodgers qui domine. Elle est considérée comme la plus ancienne rivalité en Ligue majeure. Depuis le 18 octobre 1889, Giants et Dodgers s'affrontent régulièrement ; il s'agissait d'un match exhibition pour les World's Championship Series. Les Giants enlèvent cette série par 6 victoires à 3. Après la saison 2010, 2337 matches officiels ont opposé Giants et Dodgers depuis le 3 mai 1890. Le déménagement vers la Californie des deux franchises a permis à cette rivalité de perdurer dans un contexte de relative proximité géographique. Les Dodgers et le Giants s'affrontent en séries pour la première fois en 2021 et les Dodgers remportent la série 3-2 face aux Giants et ce en Série de division.
|         | Années 1890 | Années 1900 | Années 1910 | Années 1920 | Années 1930 | Années 1940 | Années 1950 | Années 1960 | Années 1970 | Années 1980 | Années 1990 | Années 2000 | Années 2010 | Années 2020 | Totaux | Matches nuls |
| Giants  | 72          | 128         | 125         | 113         | 120         | 82          | 106         | 108         | 72          | 79          | 70          | 86          | 95          | 30          | 1284   | 17           |
| Dodgers | 65          | 80          | 88          | 106         | 98          | 137         | 117         | 83          | 108         | 95          | 70          | 94          | 92          | 49          | 1279   | 17           |

En date du 30 septembre 2024

## Trophées et honneurs individuels

### Dodgers auTemple de la renommée du baseball

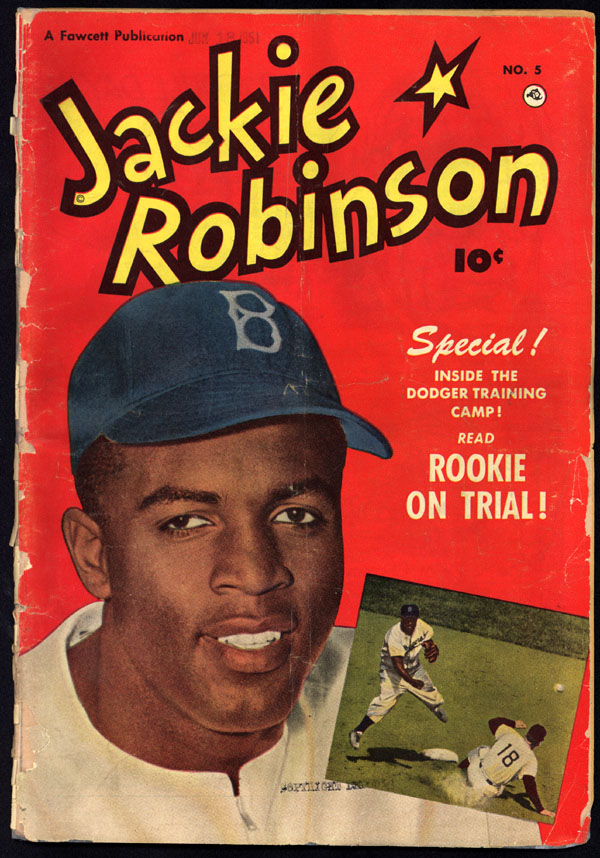
Jackie Robinson

| - Walter Alston (1954-76) - Dave Bancroft (1928-29) - Dan Brouthers (1892-93) - Jim Bunning (1969) - Roy Campanella (1948-57) - Max Carey (1926-29, 1932-33) - Gary Carter (1991) - Don Drysdale (1956-69) - Leo Durocher (1938-46, 1948) - Burleigh Grimes (1918-26, 1937-38) - Billy Herman (1941-43, 1946) - Waite Hoyt (1932, 1937-39) - Hughie Jennings (1899, 1900, 1903) - Willie Keeler (1899-1902) - Joe Kelley (1899-1901) - George Kelly (1932) - Sandy Koufax (1955-66) - Tommy Lasorda (1954-55, 1976-96) - Tony Lazzeri (1939) - Freddie Lindstrom (1936) - Ernie Lombardi (1931) - Al Lopez (1928-35) - Heinie Manush (1927-28) |  | - Rabbit Maranville (1926) - Juan Marichal (1975) - Rube Marquard (1915-20) - Pedro Martínez (1992-93) - Tommy McCarthy (1896) - Joe McGinnity (1900) - Joe Medwick (1940-43, 1946) - Eddie Murray (1989-91, 1997) - Mike Piazza (1992-98) - Pee Wee Reese (1940-58) - Jackie Robinson (1947-56) - Frank Robinson (1972) - Duke Snider (1947-62) - Casey Stengel (1912-13, 1934-36) - Don Sutton (1966-80, 1988) - Dazzy Vance (1922-32, 1935) - Arky Vaughan (1942-43, 1947-48) - Lloyd Waner (1944) - Paul Waner (1941, 1943-44) - John Montgomery Ward (1891-92) - Zack Wheat (1909-26) - Hoyt Wilhelm (1971-72) - Hack Wilson (1932-34) |

### Numéros retirés
- 1 Pee Wee Reese, SS, Brooklyn 1940-57, Los Angeles 1958;  Coach, 1959
- 2 Tommy Lasorda, P, Brooklyn 1954-55; Manager, Los Angeles 1976-96; General Manager, 1998
- 4 Duke Snider, OF, Brooklyn 1947-57, Los Angeles 1958-62
- 19 Jim Gilliam, 2B-3B, Brooklyn 1953-57, Los Angeles 1958-66; Coach, 1967-78
- 20 Don Sutton, P, Los Angeles 1966-80, 1988
- 24 Walter Alston, Manager, Brooklyn 1954-57, Los Angeles 1958-76
- 32 Sandy Koufax, P, Brooklyn 1955-57, Los Angeles 1958-66
- 34 Fernando Valenzuela, P, Los Angeles 1980-90
- 39 Roy Campanella, C, Brooklyn 1948-57
- 42 Jackie Robinson, 2B, Brooklyn 1947-56
- 53 Don Drysdale, P, Brooklyn 1956-57, Los Angeles 1958-69

Depuis 1997, le numéro 42 de Robinson est retiré de l'ensemble des franchises de la MLB pour honorer son action pour briser la ségrégation en vigueur en 1947. Robinson est le seul joueur à être ainsi honoré. Son numéro avait été retiré chez les Dodgers en 1972.
Koufax, Campanella et Robinson furent les 1ers Dodgers à avoir leur numéros retirés. Les 3 numéros furent retirés le 4 juin 1972 à l'occasion d'une cérémonie au Dodger Stadium.
Gilliam décéda subitement à 49 ans. Son numéro fut retiré peu après son décès faisant de lui le seul joueur des Dodgers ayant son numéro retiré alors qu'il n'est pas membre du Hall of Fame.

### Autres trophées et honneurs
| - Meilleur joueur des Ligues majeures (depuis 1911) : - Jake Daubert (1913) - Dazzy Vance (1924) - Dolph Camilli (1941) - Jackie Robinson 1949 - Roy Campanella (1951, 1953 et 1955) - Don Newcombe (1956) - Steve Garvey (1974) - Kirk Gibson (1988) - Clayton Kershaw (2014) - Cody Bellinger (2019) - Shohei Ohtani (2024) - Trophée Cy Young (depuis 1956) : - Don Newcombe (1956) - Don Drysdale (1962) - Sandy Koufax (1963, 1965 et 1966) - Mike Marshall (1974) - Fernando Valenzuela (1981) - Orel Hershiser (1988) - Éric Gagné (2003) - Clayton Kershaw (2011, 2013 et 2014) - Manager de l'année (depuis 1983) : - Tommy Lasorda (1983 et 1988) |  | - Prix Roberto Clemente (depuis 1971) : - Steve Garvey (1981) - Recrue de l'année (depuis 1947) : - Jackie Robinson (1947) - Don Newcombe (1949) - Joe Black (1952) - Jim Gilliam (1953) - Frank Howard (1960) - Jim Lefebvre (1965) - Ted Sizemore (1969) - Rick Sutcliffe (1979) - Steve Howe (1980) - Fernando Valenzuela (1981) - Steve Sax (1982) - Eric Karros (1992) - Mike Piazza (1993) - Raúl Mondesí (1994) - Hideo Nomo (1995) - Todd Hollandsworth (1996) - Cody Bellinger (2017) |

## Propriétaires
- Charlie Byrne 1890-1897
- Charles Ebbets 1898-1925
- Edward J. McKeever 1925-1925 (interim)
- Wilbert Robinson 1925-1929
- Frank B. York 1930-1932
- Stephen J. McKeever 1933-1938
- Larry MacPhail 1939-1942
- Branch Rickey 1943-1950
- Walter O'Malley 1950-1970
- Peter O'Malley 1970-1997 (vend la franchise à NewsCorp en 1998)
- Rupert Murdoch (ne s'implique pas directement ; il nomme 2 présidents)
  - Bob Graziano 1998-2000
  - Bob Daly 2001-2004
- Frank McCourt 2004-2012 (coprésident ; il achète la franchise à NewsCorp en 2004)
  - Jamie McCourt 2004-2012 (coprésidente ; nommée coprésidente par son mari, Frank McCourt)
- Guggenheim Partners (en) depuis 2012
  - Mark Walter (président), Magic Johnson, Billie Jean King, IIana Kloss,  Peter Guber, Stan Kasten, Bobby Patton et Todd Boehly

## Managers
Depuis 1884, les Dodgers ont connu 30 managers différents. Le manager en poste est Dave Roberts depuis 2016
Depuis 1958 et le déménagement à Los Angeles, les managers des Dodgers furent :
- Walter Alston (1958-1976) (à Brooklyn de 1954 à 1957)
- Tommy Lasorda (1976-1996)
- Bill Russell (1996-1998)
- Glenn Hoffman (1998)
- Davey Johnson (1999-2000)
- Jim Tracy (2001-2005)
- Grady Little (2006-2007)
- Joe Torre (2008-2010)
- Don Mattingly (2011-2015)
- Dave Roberts (depuis 2016)

### Managers généraux
- Larry MacPhail (1938-1942)
- Branch Rickey (1943-1950)
- Buzzie Bavasi (1950-1968)
- Fresco Thompson (1968-1968)
- Al Campanis (1968-1987)
- Fred Claire (1987-1998)
- Tommy Lasorda (1998)
- Kevin Malone (1999-2001)
- Dave Wallace (2001)
- Dan Evans (2001-2004)
- Paul Depodesta (2004-2005)
- Ned Colletti (2005-2014)
- Farhan Zaidi (2014-2018)

## Affiliés en ligues mineures
| Niveau | Franchise                  | Ligue                         | Ville            | État                   | Affilié depuis |
| ------ | -------------------------- | ----------------------------- | ---------------- | ---------------------- | -------------- |
| AAA    | Dodgers d'Oklahoma City    | Ligue de la côte du Pacifique | Oklahoma City    | Oklahoma               | 2015           |
| AA     | Drillers de Tulsa          | Texas League                  | Tulsa            | Oklahoma               | 2015           |
| A+     | Loons des Great Lakes      | Midwest League                | Midland          | Michigan               | 2007           |
| A-     | Quakes de Rancho Cucamonga | California League             | Rancho Cucamonga | Californie             | 2011           |
| Rookie | ACL Dodgers                | Arizona Complex League        | Phoenix          | Arizona                | 2009           |
| Rookie | DSL Dodgers Bautista       | Dominican Summer League       | Saint-Domingue   | République dominicaine | 1990           |
| Rookie | DSL Dodgers Shoemaker      | Dominican Summer League       | Saint-Domingue   | République dominicaine | 1990           |